# Protomyzon pachychilus
Protomyzon pachychilus är en fiskart som beskrevs av Chen, 1980. Protomyzon pachychilus ingår i släktet Protomyzon och familjen grönlingsfiskar. IUCN kategoriserar arten globalt som livskraftig. Inga underarter finns listade i Catalogue of Life.